# Nudo celta

Nudo Celta

El nudo celta es un estilo de decoración a base de nudos estilizados, utilizados ampliamente en el arte insular del pueblo celta. Estos nudos son más conocidos por su adaptación para su uso en la ornamentación de monumentos cristianos y manuscritos, como los del siglo VIII en los Evangelios de Lichfield, el Libro de Kells y el Evangelio de Lindisfarne.

## Historia
El uso de patrones entrelazados tuvo su origen como obra de arte a finales del Imperio Romano. Los patrones de nudo aparecieron por primera vez en los siglos III y IV, y se pueden observar ejemplos de ellos en mosaicos romanos de la época, el desarrollo como uso artístico de estos diseños se encuentra también en la arquitectura bizantina, la decoración de libros, el arte copto, el arte celta, el arte islámico, en Rusia como elemento de decoración de libros medievales, arte en Etiopía y la arquitectura europea.

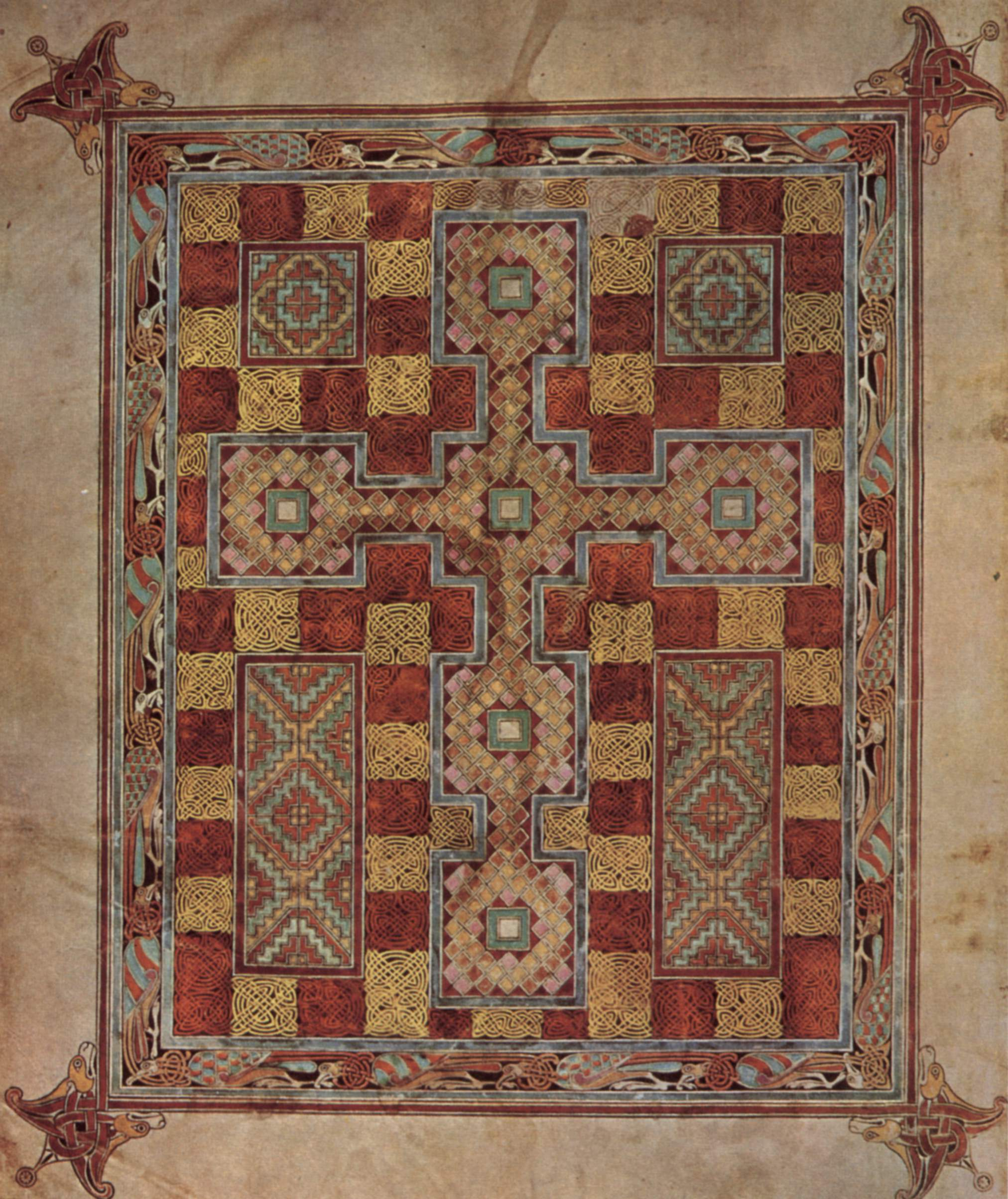
Una página del Evangelio de Lindisfarne.

El paso a patrones de espirales y patrones fundamentales son los motivos dominantes en el arte celta antes de la influencia cristiana sobre los celtas que comenzó alrededor del 450 d.c. estos diseños se encuentran en los primeros manuscritos cristianos y obras de arte con el agregado de representaciones de la vida, tales como animales, plantas e incluso seres humanos, en principio los diseños intrincados se entrelazan como trenzas, que también se pueden encontrar en otras zonas de Europa, como Italia en el siglo VI, en un fragmento de un libro del Evangelio ahora en la Catedral de Durham, una colección en el norte de Gran Bretaña del siglo VII contiene el primer ejemplo de verdaderos diseños de nudos en la forma celta.

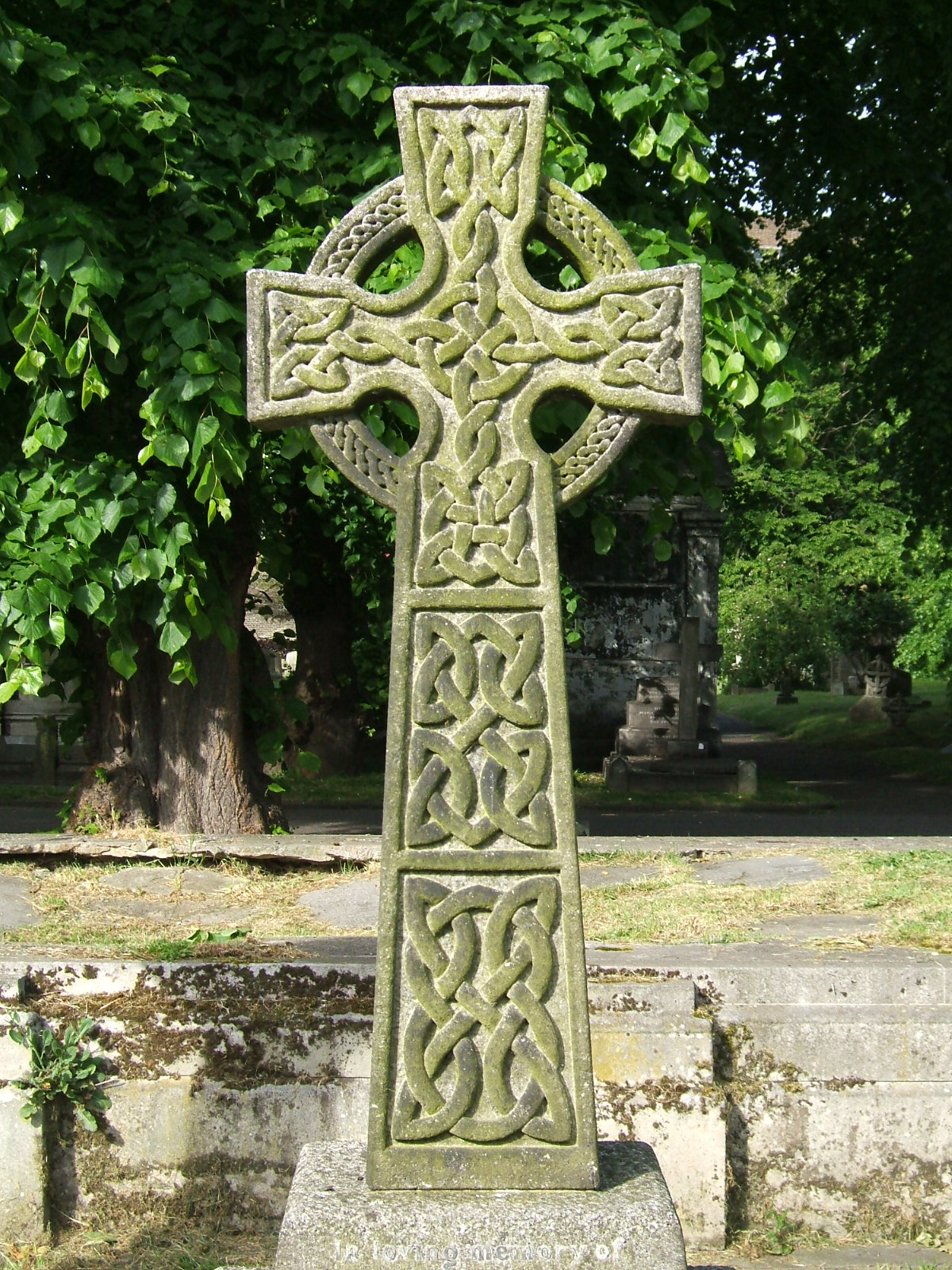
Cruz celta de piedra, buen ejemplo de este estilo de decoración.

Ejemplos de trabajos en trenza existen en varias culturas alrededor del mundo. Pero se vuelve a relacionar en trabajos característicos de lacería en el norte de Italia y al sur de Francia este también se extendió a Irlanda en el siglo VII. El estilo es más comúnmente asociado al pueblo celta, pero también se practicaba ampliamente en Inglaterra, en los tiempos modernos el arte celta popularmente se relaciona en términos de identidad nacional, por lo tanto específicamente al irlandés, escocés y galés.

## Importancia
J. Romilly Allen ha identificado «ocho nudos elementales que constituyen la base de casi todos los patrones entrelazados en el arte decorativo celta», Sin embargo, no hay evidencia para indicar que un nudo específico tenga importancia filosófica o religiosa, muchos artículos decorados con lacería se han encontrado en sitios arqueológicos.

## Imágenes

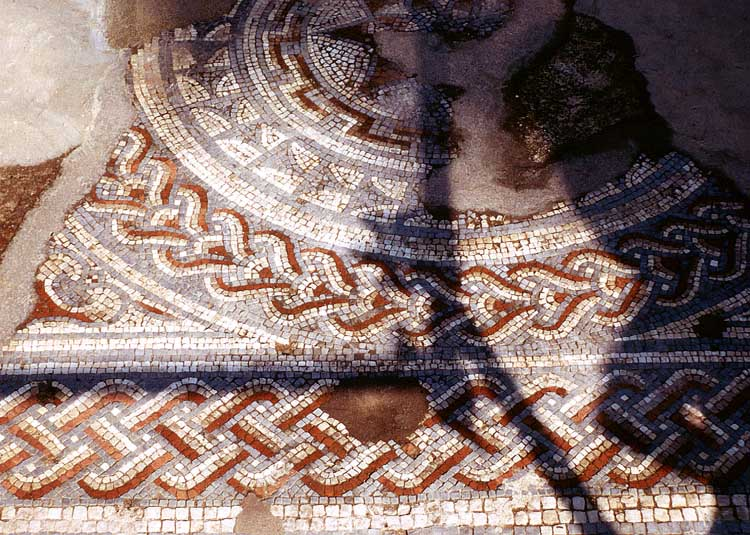
Una pequeña parte de un mosaico romano establecido en el año 325 en Woodchester, Gloucestershire, Inglaterra
Diseño influenciado por la ilustración en los Evangelios de Lindisfarne
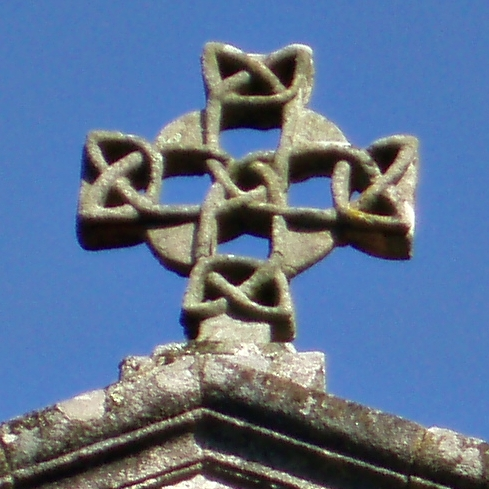
Cruz románica lo alto de la iglesia de Santa Susana en Santiago de Compostela, Galicia.
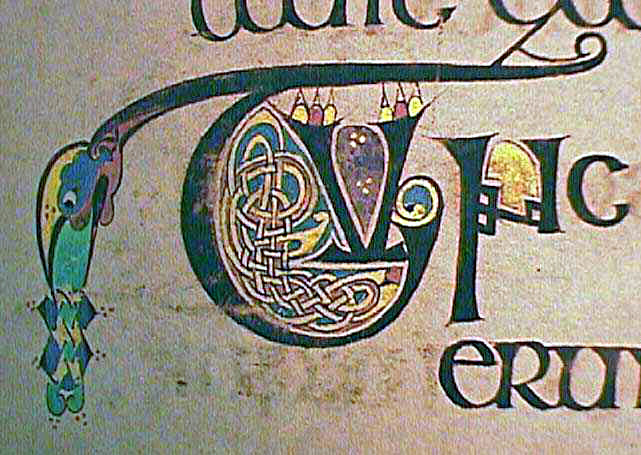
Casi la totalidad de los folios del Libro de Kells contiene pequeñas decoraciones a base de nudos.